# Assassinio sul Tevere
Assassinio sul Tevere è un film, del 1979, diretto da Bruno Corbucci.
Si tratta del sesto capitolo della saga di Nico Giraldi interpretato da Tomas Milian.

## Trama

Nico Giraldi (Tomas Milian) ed Eleonora Ruffini (Marina Lante della Rovere) in una scena

In un barcone ormeggiato sulle sponde del Tevere si tiene una riunione tra i membri dell' "Associazione Famiglia Tiberina", un'associazione economica-imprenditoriale composta da un gruppo di affaristi senza scrupoli: Otello Santi, detto Er Pinna, che è il gestore del barcone, l'antiquario Bonardi che gestisce un grosso giro di vendite di opere d'arte, il deputato alla Camera dei deputati Laurenzi, il preparatore pugilistico Sabatucci, l'impresario di spettacolo Nardelli, l'ingegnere dell'ENEL Moretti ed infine Ruffini, un proprietario terriero.
Questi uomini stanno discutendo sul da farsi per "la rinascita" del Tevere, attraverso una gestione economica del fiume tiberino spregiudicata, e durante una discussione molto animata, va via la luce a causa di un black out momentaneo, e dopo pochi minuti di buio ritorna la luce, ma viene trovato ucciso Ruffini, con un coltello piantato nella schiena.
Il giorno dopo il maresciallo Nico Giraldi scopre Venticello travestito da cardinale tedesco che sta truffando un orefice; arrestato dal maresciallo Giraldi, viene fatto salire sul suo veicolo, una Citroën DS nera; e per farsi dire il nome dell'autore del black-out, il maresciallo gli sfascia la macchina nuova, Venticello rattristato gli dice che potrebbe essere stato Sergio Proietti, soprannominato Er Batteria, ma questi non è perché si trova in prigione. Successivamente Nico si reca al barcone, ove viene arrestato Er Pinna e trova Angela, figlia del Pinna.
Nico si reca all'obitorio per vedere il defunto e qui conoscerà la moglie di Ruffini. Successivamente Nico interroga i partecipanti alla riunione che gli danno versioni differenti uno dall'altro, intanto vengono uccisi Bonardi, trovato impiccato, mentre Sabatucci salta in aria con il suo aereo. Nico guardando per la seconda volta il filmino girato da Angela, scopre una tresca amorosa tra la moglie di Ruffini ed Amedeo, una guardia del corpo del marito. Il maresciallo Giraldi recatosi a villa Ruffini fa confessare i due amanti. Er Pinna viene scarcerato ed alla fine Nico si sposa con Angela.

## Produzione
Solo in questo film Angela, la moglie del maresciallo Giraldi, è interpretata da Roberta Manfredi (figlia dell'attore Nino Manfredi) mentre nei film successivi il personaggio viene assegnato all'attrice Olimpia Di Nardo.
Nel film è presente l'attore e doppiatore Renato Mori che viene doppiato da Antonio Guidi.

## Distribuzione
Distribuito nei cinema italiani il 12 ottobre 1979. I manifesti del film sono stati distribuiti anche con il titolo "Il commissario Nico".